# Pohár mistrů evropských zemí 1961/1962
Sezóna 1961/62 byla 7. ročníkem Poháru mistrů evropských zemí. Jejím vítězem se stal portugalský klub Benfica Lisabon, který tak obhájil titul z minulého ročníku.

## Předkolo
| Domácí v 1. zápase  | Celkem | Hosté v 1. zápase    | 1. zápas | 2. zápas |
| ------------------- | ------ | -------------------- | -------- | -------- |
| FC Steaua București | 0–2    | Austria Wien         | 0–0      | 0–2      |
| Norimberk           | 9–1    | Drumcondra F.C.      | 5–0      | 4–1      |
| Servette            | 7–1    | Hibernians FC        | 5–0      | 2–1      |
| CDNA Sofia          | 5–6    | Dukla Praha          | 4–4      | 1–2      |
| IFK Göteborg        | 2–11   | Feyenoord            | 0–3      | 2–8      |
| Górnik Zabrze       | 5–10   | Tottenham Hotspur FC | 4–2      | 1–8      |
| Standard Liège      | 4–1    | Fredrikstad          | 2–1      | 2–0      |
| Vorwärts Berlin     | 3–0    | Linfield FC          | 3–0      | (kont.)  |
| AS Monaco           | 4–6    | Rangers FC           | 2–3      | 2–3      |
| Sporting CP         | 1–3    | Partizan             | 1–1      | 0–2      |
| Panathinaikos       | 2–3    | Juventus FC          | 1–1      | 1–2      |
| Spora Lucemburk     | 2–15   | Boldklubben 1913     | 0–6      | 2–9      |
| Vasas               | 1–5    | Real Madrid          | 0–2      | 1–3      |

## První kolo
| Domácí v 1. zápase | Celkem | Hosté v 1. zápase    | 1. zápas | 2. zápas |
| ------------------ | ------ | -------------------- | -------- | -------- |
| Fenerbahçe         | 1–3    | Norimberk            | 1–2      | 0–1      |
| Austria Vídeň      | 2–6    | Benfica Lisabon      | 1–1      | 1–5      |
| Servette           | 4–5    | Dukla Praha          | 4–3      | 0–2      |
| Feyenoord          | 2–4    | Tottenham Hotspur FC | 1–3      | 1–1      |
| Boldklubben 1913   | 0–12   | Real Madrid          | 0–3      | 0–9      |
| FK Partizan        | 1–7    | Juventus FC          | 1–2      | 0–5      |
| Standard Liège     | 7–1    | Haka                 | 5–1      | 2–0      |
| Vorwärts Berlin    | 2–6    | Rangers FC           | 1–2      | 1–4      |

## Čtvrtfinále
| Domácí v 1. zápase | Celkem | Hosté v 1. zápase    | 1. zápas | 2. zápas |
| ------------------ | ------ | -------------------- | -------- | -------- |
| Norimberk          | 3–7    | Benfica Lisabon      | 3–1      | 0–6      |
| Dukla Praha        | 2–4    | Tottenham Hotspur FC | 1–0      | 1–4      |
| Juventus FC        | 1–11   | Real Madrid          | 0–1      | 1–0      |
| Standard Liège     | 4–3    | Rangers FC           | 4–1      | 0–2      |

1 Real Madrid porazil Juventus FC 3:1 v rozhodujícím zápase na neutrální půdě.

## Semifinále
| Domácí v 1. zápase | Celkem | Hosté v 1. zápase    | 1. zápas | 2. zápas |
| ------------------ | ------ | -------------------- | -------- | -------- |
| Benfica Lisabon    | 4–3    | Tottenham Hotspur FC | 3–1      | 1–2      |
| Real Madrid        | 6–0    | Standard Liège       | 4–0      | 2–0      |

## Finále
| 2. května 1962                                                       |        |                             |                                                                              |
| Benfica Lisabon                                                      | 5 – 3  | Real Madrid                 | Olympijský stadion, Amsterdam diváci: 61 257 rozhodčí: Leo Horn (Nizozemsko) |
| José Águas 25' Domiciano Cavém 34' Mário Coluna 51' Eusébio 65', 68' | Report | Ferenc Puskás 17', 23', 38' | Olympijský stadion, Amsterdam diváci: 61 257 rozhodčí: Leo Horn (Nizozemsko) |

## Vítěz
| Pohár mistrů evropských zemí 1961/62 Benfica Lisabon (2. titul) Alberto da Costa Pereira • Mario João • Germano • Angelo Martins • Domiciano Cavém • Fernando Cruz • José Augusto • Eusébio • José Águas • Mário Coluna • António Simões Trenér Béla Guttmann |